# René Mortiaux
René Mortiaux (1881) è stato un bobbista belga, medaglia di bronzo olimpica nel bob a quattro a Chamonix-Mont-Blanc 1924.

## Biografia
Attivo negli anni venti, ha gareggiato nel ruolo di frenatore per la squadra nazionale belga.
Ha partecipato ai Giochi olimpici invernali di Chamonix-Mont-Blanc 1924, dove conquistò la medaglia di bronzo nel bob a quattro con i compagni Charles Mulder, Paul van den Broeck, Victor Verschueren e Henri Willems.

## Palmarès

### Olimpiadi
- 1 medaglia:
  - 1 bronzo (bob a quattro a Chamonix-Mont-Blanc 1924).